# Cúp bóng đá nữ châu Á 2006
Cúp bóng đá nữ châu Á 2006 diễn ra tại Úc từ 16 tháng 7 đến 30 tháng 7 năm 2006. Đây là lần đầu tiên Úc đăng cai một giải bóng đá cấp châu Á sau khi chuyển sang AFC từ OFC.
Đội tuyển vô địch là Trung Quốc sau khi đánh bại Úc trong trận chung kết. Ba đội đứng đầu của giải đại diện cho khu vực châu Á tại Giải vô địch bóng đá nữ thế giới 2007. Do Trung Quốc là chủ nhà của World Cup 2007 nên đội đứng thứ tư là Nhật Bản dự trận play-off với đại diện của CONCACAF.

## Các đội tham dự
| - Úc (chủ nhà) - Trung Quốc - Đài Bắc Trung Hoa | - Nhật Bản - CHDCND Triều Tiên - Hàn Quốc | - Myanmar - Thái Lan - Việt Nam |

## Địa điểm
| Adelaide |                              |
| -------- | ---------------------------- |
| Adelaide | Sân vận động Hindmarsh       |
| Adelaide | Sức chứa: 16.500             |
| Adelaide |                              |
| Adelaide | Khu liên hợp thể thao Marden |
| Adelaide | Sức chứa: 6.000              |
| Adelaide |                              |

## Vòng bảng

### Bảng A
| Đội               | Tr | T | H | B | BT | BB | HS  | Đ |
| ----------------- | -- | - | - | - | -- | -- | --- | - |
| Nhật Bản          | 3  | 3 | 0 | 0 | 17 | 1  | +16 | 9 |
| Trung Quốc        | 3  | 2 | 0 | 1 | 4  | 1  | +3  | 6 |
| Việt Nam          | 3  | 1 | 0 | 2 | 1  | 7  | −6  | 3 |
| Đài Bắc Trung Hoa | 3  | 0 | 0 | 3 | 1  | 14 | −13 | 0 |

| Trung Quốc                | 2–0 | Đài Bắc Trung Hoa |
| ------------------------- | --- | ----------------- |
| Hàn Đoan 11' · Phổ Vĩ 64' |     |                   |

| Nhật Bản                                          | 5–0 | Việt Nam |
| ------------------------------------------------- | --- | -------- |
| Sawa 39', 52' · Sakaguchi 65', 78' · Nagasato 81' |     |          |

| Nhật Bản                                                                                        | 11–1 | Đài Bắc Trung Hoa |
| ----------------------------------------------------------------------------------------------- | ---- | ----------------- |
| Ohno 9' · Nagasato 29', 33', 46', 71', 92+' · Sawa 38', 80' · Sakaguchi 48', 89' · Yanagita 68' |      | Tạ Nghi Linh 35'  |

| Việt Nam | 0–2 | Trung Quốc           |
| -------- | --- | -------------------- |
|          |     | Mã Hiểu Húc 20', 58' |

| Trung Quốc | 0–1 | Nhật Bản   |
| ---------- | --- | ---------- |
|            |     | Miyama 18' |

| Đài Bắc Trung Hoa | 0–1 | Việt Nam              |
| ----------------- | --- | --------------------- |
|                   |     | Vũ Thị Huyền Linh 70' |

### Bảng B
| Đội               | Tr | T | H | B | BT | BB | HS  | Đ  |
| ----------------- | -- | - | - | - | -- | -- | --- | -- |
| CHDCND Triều Tiên | 4  | 3 | 1 | 0 | 13 | 0  | +13 | 10 |
| Úc                | 4  | 3 | 1 | 0 | 11 | 0  | +11 | 10 |
| Hàn Quốc          | 4  | 2 | 0 | 2 | 14 | 6  | +8  | 6  |
| Thái Lan          | 4  | 1 | 0 | 3 | 2  | 26 | −24 | 3  |
| Myanmar           | 4  | 0 | 0 | 4 | 2  | 10 | −8  | 0  |

| Myanmar               | 1–2 | Thái Lan         |
| --------------------- | --- | ---------------- |
| Daw My Nilar Htwe 60' |     | Sornsai 34', 55' |

| Úc                                                             | 4–0 | Hàn Quốc |
| -------------------------------------------------------------- | --- | -------- |
| Shin Sun-nam 30' (l.n.) · Walsh 66' · Munoz 75' · De Vanna 87' |     |          |

| Thái Lan | 0–9 | CHDCND Triều Tiên                                                                                                 |
| -------- | --- | --- |
|          |     | Ri Kum-suk 8', 34' · Ri Un-suk 31' · Kim Tan-sil 36', 73' · Ho Sun-hui 43' · Jo Yun-mi 59' · Kim Yong-ae 67', 87' |

| Myanmar | 0–2 | Úc                         |
| ------- | --- | -------------------------- |
|         |     | Shipard 31' · De Vanna 77' |

| CHDCND Triều Tiên                    | 3–0 | Myanmar |
| ------------------------------------ | --- | ------- |
| Ri Un-suk 23', 37' · Ri Un-gyong 85' |     |         |

| Hàn Quốc | 11–0 | Thái Lan |
| --- | ---- | -------- |
| Cha Yun-hee 30', 44' · Jung Jung-suk 39', 50', 71', 80', 83', 86' · Kim Joo-hee 42' · Kim Jin-hee 69' · Jung Sey-hwa 87' |      |          |

| Hàn Quốc                                             | 3–1 | Myanmar               |
| ---------------------------------------------------- | --- | --------------------- |
| Kim Joo-hee 7' · Jin Suk-hee 35' · Jung Jung-suk 64' |     | Aye Nandar Hlaing 90' |

| Úc | 0–0 | CHDCND Triều Tiên |
| -- | --- | ----------------- |
|    |     |                   |

| Thái Lan | 0–5 | Úc                                                              |
| -------- | --- | --------------------------------------------------------------- |
|          |     | Ferguson 3' · Burgess 27' · Walsh 53' · Gill 62' · De Vanna 81' |

| CHDCND Triều Tiên | 1–0 | Hàn Quốc |
| ----------------- | --- | -------- |
| Kim Yong-ae 76'   |     |          |

## Vòng đấu loại trực tiếp
|  | Bán kết           | Bán kết |               |       | Chung kết | Chung kết |
|  |                   |         |               |       |           |           |
|  | 27 tháng 7        |         |               |       |           |           |
|  |                   |         |               |       |           |           |
|  | Trung Quốc        | 1       |               |       |           |           |
|  | Trung Quốc        | 1       | 30 tháng 7    |       |           |           |
|  | CHDCND Triều Tiên | 0       |               |       |           |           |
|  | CHDCND Triều Tiên | 0       | Trung Quốc    | 2 (4) |           |           |
|  | 27 tháng 7        |         | Trung Quốc    | 2 (4) |           |           |
|  |                   | Úc      | 2 (2)         |       |           |           |
|  | Úc                | Úc      | 2 (2)         | 2     |           |           |
|  | Úc                |         |               | 2     |           |           |
|  | Nhật Bản          | 0       |               |       |           |           |
|  | Nhật Bản          | 0       | Tranh hạng ba |       |           |           |
|  |                   |         |               |       |           |           |
|  | 30 tháng 7        |         |               |       |           |           |
|  |                   |         |               |       |           |           |
|  | CHDCND Triều Tiên | 3       |               |       |           |           |
|  | CHDCND Triều Tiên | 3       |               |       |           |           |
|  | Nhật Bản          | 2       |               |       |           |           |

### Bán kết
Các đội thắng giành vé dự Giải vô địch bóng đá nữ thế giới 2007.
Trong trận đấu giữa Trung Quốc và CHDCND Triều Tiên, các cầu thủ Triều Tiên có bàn thắng gỡ hòa trong thời gian bù giờ, tuy nhiên bàn thắng không được công nhận do việt vị. Các cầu thủ Triều Tiên phản ứng bằng việc ném chai nước và nhiều vật thể khác vào trọng tài, thậm chí thủ môn Han Hye-yong còn đá trọng tài Anna De Toni từ phía sau. Ba cầu thủ Triều Tiên, trong đó có Hye-yong, bị treo giò trước trận tranh hạng ba. CHDCND Triều Tiên phản đối quyết định này, yêu cầu đá lại và rút lại án treo giò.
| Úc                                    | 2–0 | Nhật Bản |
| ------------------------------------- | --- | -------- |
| Caitlin Munoz 10' · Joanne Peters 45' |     |          |

| Trung Quốc      | 1–0 | CHDCND Triều Tiên |
| --------------- | --- | ----------------- |
| Mã Hiểu Húc 58' |     |                   |

### Tranh hạng ba
| Nhật Bản                | 2–3 | CHDCND Triều Tiên                    |
| ----------------------- | --- | ------------------------------------ |
| Ando 43' · Nagasato 89' |     | Ri Un-suk 23' · Ri Un-gyong 33', 39' |

### Chung kết
| Úc                                     | 2–2 (s.h.p.) | Trung Quốc                                   |
| -------------------------------------- | ------------ | -------------------------------------------- |
| Munoz 29' · Peters 33'                 |              | Hàn Đoan 68' · Mã Hiểu Húc 73'               |
| Loạt sút luân lưu                      |              |                                              |
| McCallum · Shipard · Peters · Ferguson | 2–4          | Mã Hiểu Húc · Tất Nghiên · Lý Cát · Hàn Đoan |